# Itapemirim
Itapemirim – miasto i gmina w Brazylii, w stanie Espírito Santo. Znajduje się w mezoregionie Sul Espírito-Santense i mikroregionie Itapemirim.